# Bryan Carabalí (baloncestista)
Bryan Carabalí (San Lorenzo, Esmeraldas, 27 de abril de 1999) es un baloncestista ecuatoriano que juega en el Jorge Guzmán de la Liga BásquetPro de Ecuador. Con 2,15 metros de altura, juega en la posición de pívot, además es internacional con la selección de Ecuador.

## Trayectoria
Durante su juventud Carabalí practicó fútbol, desempeñándose en la posición de guardameta. Recién a sus 18 años aprendió a jugar al baloncesto en el Colegio Técnico Agropecuario San Lorenzo, donde era estudiante.
Tras actuar en los torneos intercolegiales, fue reclutado por la Asociación Deportiva Naval de Guayaquil. Poco después sería contratado por el club Juvenil de Vinces para jugar en sus filas durante la temporada 2018 de la Liga Ecuatoriana de Baloncesto, la cual su equipo terminaría conquistado. 
Al año siguiente fichó con Liga Sorocabana de Brasil, gracias a la gestión que hizo su compatriota Raúl Cárdenas. La estadía de Carabalí en tierras brasileñas, sin embargo, fue muy breve, pudiendo jugar escasos minutos tanto con el equipo juvenil como con el mayor. A raíz de ello retornó a Ecuador, para esperar otra oportunidad. 
No tardó en llegar una oferta del club argentino Quimsa, el cual le ofreció incorporarse a su plantilla juvenil como refuerzo para disputar la Liga de Desarrollo. Tras destacarse en el torneo, fue confirmado como parte del plantel profesional de la institución santiagueña.
Carabalí permaneció en Quimsa hasta fines de 2022, habiendo actuado en 104 partidos de la LNB. Al comenzar 2023 fue transferido al Deportes Castro de la Liga Nacional de Básquetbol de Chile.
En julio de 2023 fue fichado por San Martín de Corrientes. Culminado el campeonato para su equipo en la Argentina, regresó a Chile para reforzar a los Leones de Quilpué en los playoffs de la temporada 2024 de la LNB. Tras ganar el título con su equipo, regresó a San Martín de Corrientes.
En marzo de 2025 se unió al Dewa United de la IBL de Indonesia, haciendo su primera experiencia fuera de Latinoamérica.

## Selección nacional
Carabalí hizo su debut con la selección de baloncesto de Ecuador ante Bolivia en 2021 en un partido por la clasificación de FIBA Américas para la Copa Mundial de Baloncesto de 2023.